# Bruno Holenweger
Bruno Holenweger (* 7. August 1965 in Lachen) ist ein ehemaliger Schweizer Radrennfahrer.
Als Amateur wurde Bruno Holenweger jeweils Zweiter der Schweizer Meisterschaft im Punktefahren 1985 und 1986 sowie bei der Meisterschaft von Zürich 1986.
1987 wurde Holenweger Profi. 1989 belegte er gemeinsam mit Daniel Wyder den zweiten Platz bei der Profi-Winterbahnmeisterschaft im Zweier-Mannschaftsfahren in Gent. Anschliessend startete er bis 1992 bei insgesamt 32 Sechstagerennen und gewann zweimal: das Berliner Sechstagerennen 1990, gemeinsam mit Volker Diehl, und 1992 das Kölner Sechstagerennen, gemeinsam mit Remig Stumpf. 